# 1945년
1945년은 월요일로 시작하는 평년이다. 1945년은 제2차 세계대전의 종결과 나치 독일과 일본 제국의 멸망을 의미했다. 또한 강제 수용소가 해방된 해이자 전투에서 핵무기가 사용된 유일한 해이기도 하다.

## 연호
- 대한민국 임시정부(大韓民國 臨時政府) 대한민국(大韓民國) 27년
- 중화민국(中華民國) 민국(民國) 34년
- 만주국(滿州國) 강덕(康德) 12년
- 일본(日本) 쇼와(昭和) 20년
- 응우옌 왕조(阮朝) 바오다이(保大) 20년

## 기년
- 만주국(滿洲國) 강덕제(康德帝) 14년
- 응우옌 왕조(阮朝) 보대제(保大帝) 20년

## 사건

### 1월 ~ 6월
- 1월 - 조선총독부, 여학생을 대상으로 군수공장에 동원해 군복 깁기와 세탁을 시키고, 국민학생들에게는 솔가지와 솔뿌리, 목화뿌리 채취 지시
- 1월 25일 - 독일 최후의 대반격 벌지 전투 종료.
- 2월 9일 - 대한민국임시정부, 나치 독일에 선전포고.
- 2월 13일 - 2차대전: 영국과 미국 공군이 독일 작센주 드레스덴을 폭격하여, 수만 명의 시민이 사망하다.
- 2월 19일 - 제2차 세계대전: 미군, 이오지마섬에 상륙. 이오지마 전투 개시
- 3월 10일 - 제2차 세계대전: 미 공군 B-29 폭격기의 도쿄 대공습 감행
- 3월 18일 - 일제의 결전교육조치요강 선포로 조선의 국민학교 초등교과 이외의 학교 수업을 4월 1일부터 1년간 정지, 식량증산, 군수생산, 방공방위에 총동원
- 3월 26일 - 제2차 세계대전: 미군, 태평양전쟁 기간중  유일하게 일본군보다 많은 피해를 기록하며 이오지마 섬 점령.
- 4월 1일 - 제2차 세계대전: 미군, 오키나와 상륙. 오키나와 전투 시작.
- 4월 4일
  - 대한민국 임시정부, 중국과 새 군사협정을 체결해 독자 군사행동권 획득
  - 일제, 조선의 주요 도시에 소개령 발표
- 4월 5일 ~ 5월 20일 - 제2차 세계대전: 테셀 반란
- 4월 29일 - 일제, 관부연락선에 일반승객 승선 금지
- 4월 30일 - 아돌프 히틀러와 에바 브라운 자살.
- 5월 7일 - 나치 독일이 제2차 세계대전에서 연합군에게 항복하다.
- 5월 9일 - 제2차 세계대전: 나치 독일이 소련에 항복하다. (서방 연합군에는 5월 8일에 항복)
- 5월 22일 - 일제가 전시교육령을 공포, 전 학교에 학도대 조직
- 6월 8일 - 친일단체 조선언론보국회 결성
- 6월 16일 - 일제, 조선국민의용대조직요강 발표
- 6월 23일 - 제2차 세계대전: 일본군이 오키나와 주요 섬의 남쪽 마부니 지역에서 미국군에 대한 조직적 저항이 끝나다.

### 7월 ~ 12월
- 7월 - 한국광복군의 국내 탈환작전 결정, 총지휘 이범석
- 7월 16일 - 맨해튼 계획: 미국이 트리니티 실험에 성공
- 7월 24일 - 경성 부민관에서 열린 대의당 주최 행사에 대한애국청년단원들이 폭탄을 장치, 폭파시킴
- 8월 6일 - 제2차 세계대전: 미국이 일본 히로시마에 오전 8시 16분 (현지시각) 핵폭탄(리틀 보이)을 투하. 총 14만여 명의 사상자를 냈다.
- 8월 8일 - 제2차 세계대전: 소련, 일본에 선전포고하면서 만주를 침공, 북한 웅기 상륙 작전 개시. 소련군이 한반도에서 발생한 유일한 태평양전쟁.
- 8월 9일 - 제2차 세계대전: 미국이 일본 나가사키에 오전 11시 2분 (현지시각) 핵폭탄(팻 맨)을 투하. 8만여 명이 사망하고 6만여 명이 피폭되었다.
- 8월 10일
  - 제2차 세계 대전: 일본, 전쟁 관련 최고지도자 회의서 연합국에 항복하기로 결정
  - 대한민국 임시정부 김구 주석, 중국 시안에서 미군 측 도노반 장군과 한미군사협정 체결
- 8월 12일
  - 소련군 만주 전략공세작전으로 한반도의 웅기 도시를 최초로 해방.
- 8월 14일
  - 제2차 세계대전: 해리 트루먼 미국 대통령, 일본의 무조건 항복 수락함
  - 여운형, 아베 조선총독의 정권이양 교섭에 동의
- 8월 15일
  - 소비에트 연방의 만주 전략공세작전으로 함경북도 청진에서 일본과 전투를 함.
  - 8·15 광복 및 을유 해방
  - 조선총독부, 소련군의 남하로 오전 9시에 여운형에게 총독부를 이양함.
  - 제2차 세계대전: 정오 무렵 일본 제국 항복, 제2차 세계대전 종전.
- 8월 17일 - 인도네시아가 네덜란드로부터 독립.
- 8월 28일 - 호치민, 베트남 민주 공화국 임시정부 수립.
- 8월 29일 - 미군, 일본 본토에 진주.
- 9월 2일
  - 도쿄만에 정박 중인 미주리 호 함상에서 일본의 공식적인 항복조인식이 거행됨.
  - 베트남이 프랑스령으로부터 독립. 베트남 민주 공화국의 성립.
- 9월 7일 - 미국 극동사령부, 38선 이남에 대한 군정을 선포.
- 9월 8일 - 존 리드 하지 미국 육군 중장이 이끄는 미국군, 인천에 상륙. 이날 상륙한 부대는 7사단 예하 육군 선발대였다.
- 9월 9일
  - 미국, 서울 점령, 남한에 군정을 실시.
  - 조선방송협회, 'KBS'라고 명칭 변경됨.
- 9월 16일
  - 소련 정치국, 한반도 38선 이북 군정실시 공포.
  - 민족주의 보수 세력으로 구성된 한국민주당(한민당)이 창당됨.
- 9월 18일 - 경성부립도서관 종로분관이 서울특별시립 종로도서관으로 격상되었다.
- 9월 20일 - 군정기: 서울에 미군정청 설치. 이때 미군정청은 대한민국을 신탁 통치하는 기간 동안 영어를 공용어화하기로 결정하였다.
- 10월 1일 - 조선체육회(지금의 대한체육회) 발족(초대 회장 이병학).
- 10월 5일 - 군정기: 미군정청, 군정장관 고문에 김성수(金性洙) 등 한국인 11명 임명.
- 10월 9일 - 군정기: 미군정청, 치안유지법 등 12개 일제악법 폐지.
- 10월 24일 - 유엔 창설. 뉴질랜드, 니카라과, 덴마크, 도미니카 공화국, 미국, 벨라루스, 레바논, 룩셈부르크, 사우디아라비아, 시리아, 아르헨티나, 아이티, 엘살바도르, 영국, 이란, 이집트, 중화민국, 칠레, 쿠바, 터키, 파라과이, 폴란드, 프랑스, 필리핀이 유엔에 가입하다.
- 10월 25일 - 그리스 유엔 가입.
- 10월 30일 - 인도 유엔 가입.
- 10월 31일 - 페루 유엔 가입.
- 11월 1일 - 오스트레일리아 유엔 가입.
- 11월 2일 - 라이베리아, 코스타리카 유엔 가입.
- 11월 5일 - 콜롬비아 유엔 가입.
- 11월 6일 - 일본 주둔 연합국 총사령부(GHQ), 일본 재벌에 해체 명령.
- 11월 7일 - 남아프리카 공화국, 멕시코 유엔 가입.
- 11월 9일 - 캐나다 유엔 가입.
- 11월 13일 - 에티오피아, 파나마 유엔 가입.
- 11월 14일 - 볼리비아 유엔 가입.
- 11월 15일 - 베네수엘라 유엔 가입.
- 11월 21일 - 과테말라 유엔 가입.
- 11월 27일 - 노르웨이 유엔 가입.
- 12월 10일 - 네덜란드 유엔 가입.
- 12월 17일 - 온두라스 유엔 가입.
- 12월 18일 - 우루과이 유엔 가입.
- 12월 21일 - 에콰도르, 이라크 유엔 가입.
- 12월 27일 - 벨기에 유엔 가입.
- 일본, 스크린쿼터 폐지

## 탄생

### 1월
- 1월 1일
  - 대한민국의 성우 최원형.
  - 대한민국의 성우 장유진.
- 1월 5일 - 러시아의 정치인 이반 립킨.
- 1월 6일 - 대한민국의 배우 박인환.
- 1월 7일 - 대한민국의 목회자 김삼환.
- 1월 8일 - 대한민국의 가수 서유석.
- 1월 9일
  - 미국의 배우 존 도먼.
  - 영국의 기업인 대니 피즈먼. (~2011년)
- 1월 10일 - 영국의 록 싱어송라이터 로드 스튜어트.
- 1월 11일 - 대한민국의 정치인 이재오.
- 1월 23일 - 대한민국의 야구 감독 강태정. (~2021년)
- 1월 24일
  - 대한민국의 기업인 손욱.
  - 미국의 배우 일레인 기프토스.
- 1월 26일 - 미국의 경제학자 제러미 리프킨.
- 1월 29일 - 말리의 제6대 대통령 이브라임 부바카르 케이타. (~2022년)
- 1월 30일 - 대한민국의 한국무용가 정승희

### 2월
- 2월 6일 - 자메이카의 음악가 밥 말리. (~1981년)
- 2월 9일
  - 대한민국의 가수 겸 뮤지컬 배우 차중광. (~2020년)
  - 미국의 배우 미아 패로.
- 2월 10일 - 대한민국의 기업인 구본무. (~2018년)
- 2월 12일 - 대한민국의 정치인 김영훈.
- 2월 13일
  - 대한민국의 배우 남성훈. (~2002년)
  - 대한민국의 모델, 배우 정인숙. (~1970년)
- 2월 15일
  - 대한민국의 사회학자 한상진.
  - 일본의 전 프로 야구 선수, 야구 지도자, 야구 해설가·평론가, 기업인 다카하시 나오키.
- 2월 24일
  - 대한민국의 성우 남궁윤.
  - 대한민국의 기업인 정몽우. (~1990년)

### 3월
- 3월 1일 - 미국의 배우 더크 베네딕트.
- 3월 2일 - 이란의 배우 파르바네 마수미. (~2023년)
- 3월 3일 - 오스트레일리아의 영화감독 조지 밀러.
- 3월 5일 - 대한민국의 가수 장현. (~2008년)
- 3월 6일 - 대한민국의 정치인 진의장.
- 3월 7일 - 미국의 배우 존 허드. (~2017년)
- 3월 11일 - 대한민국의 기업인 박세준. (~2024년)
- 3월 12일 - 대한민국의 종교인 종연.
- 3월 15일 - 대한민국의 배우 양재성.
- 3월 16일
  - 대한민국의 종교인 정명석.
  - 대한민국의 시인 나태주.
- 3월 18일 - 대한민국의 성우 유만준.
- 3월 19일 - 대한민국의 기업인 박삼구.
- 3월 21일
  - 대한민국의 배우 조경환. (~2012년)
  - 미국의 육상 선수 찰스 그린. (~2022년)
- 3월 23일 - 대한민국의 문화예술인 박제천. (~2023년)
- 3월 24일 - 미국의 영화감독 커티스 핸슨 (~2016년)
- 3월 28일 - 필리핀의 대통령 로드리고 두테르테.
- 3월 30일 - 영국의 가수, 기타리스트 에릭 클랩튼.
- 3월 31일 - 대한민국의 배우 김동완.

### 4월
- 4월 8일 - 대한민국의 배우 장용.
- 4월 9일 - 대한민국의 기업인 우지현.
- 4월 12일 - 대한민국의 의료인 이종욱. (~2006년)
- 4월 14일
  - 영국의 기타리스트 리치 블랙모어.
  - 대한민국의 정치인 문희상.
- 4월 16일 - 미국의 정치가 리처드 아미티지.
- 4월 20일 - 미국의 수탉 머리 없는 닭 마이크. (~1947년)
- 4월 22일
  - 대한민국의 기업인 김석원. (~2023년)
  - 대한민국의 배우 김진구. (~2016년)
- 4월 24일 - 대한민국의 배우 안진수.
- 4월 25일 - 대한민국의 제8대 경상남도의원 조기태.
- 4월 26일 - 미국의 정치인 리처드 아미티지. (~2025년)

### 5월
- 5월 2일 - 대한민국의 성우 온영삼.
- 5월 3일 - 대한민국의 가수 김도향.
- 5월 7일
  - 대한민국의 외교학자 정세현.
  - 미국의 배우 로빈 스트라서.
- 5월 10일 - 대한민국의 정치인 김노식. (~2023년)
- 5월 12일 - 영국의 음악가 이언 맥라건. (~2014년)
- 5월 13일 - 대한민국의 가수 조영남.
- 5월 15일 - 대한민국의 영화 감독 이장호.
- 5월 16일 - 이탈리아의 기업인 마시모 모라티.
- 5월 18일 - 미국의 배우 캔디스 어자라.
- 5월 19일 - 대한민국의 배우, 성우 박태호.
- 5월 20일 - 대한민국의 배우 맹호림.
- 5월 21일 - 미국의 배우 리처드 해치. (~2017년)
- 5월 22일 - 대한민국의 기업인 남상국. (~2004년)
- 5월 24일 - 미국의 배우 프리실라 프레슬리.
- 5월 25일 - 대한민국의 야구 선수 류영수.
- 5월 29일 - 영국의 음악가, 피아니스트 게리 브루커. (~2022년)
- 5월 31일
  - 독일의 영화 감독, 배우 라이너 베르너 파스빈더. (~1982년)
  - 코트디부아르의 정치인 로랑 그바그보.

### 6월
- 6월 9일 - 대한민국의 기업인 김일권.
- 6월 17일
  - 대한민국의 천주교 수녀, 시인 이해인.
  - 영국의 정치인 켄 리빙스턴.
- 6월 19일 - 스르프스카의 대통령 라도반 카라지치.
- 6월 21일 - 페루의 변호사 루이스 카스타녜다 로시오. (~2022년)
- 6월 24일 - 대한민국의 성우 겸 배우 김기현.
- 6월 30일 - 대한민국의 정치인 강만수.

### 7월
- 7월 1일 - 미국의 가수, 배우 데비 해리 (블론디).
- 7월 4일
  - 대한민국의 공무원 한준호.
  - 일본의 전직 축구 선수 유구치 에이조. (~2003년)
  - 대한민국의 배우 문회원.
- 7월 5일 - 대한민국의 정치인 임수진.
- 7월 8일 - 미국의 기독교 성직자 어빈 백스터. (~2020년)
- 7월 9일 - 미국의 작가 딘 쿤츠.
- 7월 15일
  - 남아프리카 공화국의 복싱 선수 아널드 테일러. (~1981년)
  - 대한민국의 미술인 홍라희.
- 7월 21일 - 프랑스의 정치인 조제 에브라르. (~2022년)
- 7월 23일 - 대한민국의 기업인 민성욱.
- 7월 24일 - 일본의 야구 선수, 야구 감독 다카다 시게루.
- 7월 25일 - 대한민국의 정치인 허태열.
- 7월 26일 - 영국의 배우 헬렌 미렌.
- 7월 28일 - 대한민국의 배우 유병준.
- 7월 30일 - 미국의 색소폰연주자 데이비드 샌본. (~2024년)

### 8월
- 8월 5일 - 미국의 배우 로니 앤더슨.
- 8월 14일 - 독일의 영화 감독 빔 벤더스.
- 8월 15일 - 그리스의 육상 선수 요르요스 루바니스. (~2025년)
- 8월 16일 - 프랑스의 가수, 배우 셰일라.
- 8월 17일 - 대한민국의 군인, 정치인 서종표. (~2016년)
- 8월 21일 - 그리스계 미국인 작곡가 바실 폴레두리스. (~2006년)
- 8월 24일
  - 홍콩의 배우, 영화감독 원화평.
  - 미국의 기업인 빈스 맥마흔.
- 8월 30일 - 대한민국의 저술가, 대학교수 황수관. (~2012년)
- 8월 31일 - 영국의 가수 밴 모리슨.

### 9월
- 9월 2일 - 대한민국의 법조인 정형근.
- 9월 3일 - 대한민국의 교육인 김성곤.
- 9월 4일 - 영국의 배우 겸 연극 프로듀서 빌 켄라이트.
- 9월 6일
  - 일본의 만화가 나가이 고.
  - 대한민국의 기업인 김동녕.
- 9월 10일 - 푸에르토리코의 가수 겸 작곡가 호세 펠리시아노.
- 9월 11일 - 독일의 전 축구 선수, 현 축구 행정가 프란츠 베켄바워. (~2024년)
- 9월 15일
  - 미국의 소프라노 가수, 제시 노먼. (~2019년)
  - 스페인의 배우 카르멘 마우라.
- 9월 17일 - 미국의 농구 선수 필 잭슨.
- 9월 18일 - 미국의 프로그래머, 기업인 존 매커피. (~2021년)
- 9월 20일
  - 대한민국의 배우 선우용녀.
  - 베네수엘라의 권투 선수 프란시스코 로드리게스. (~2024년)
- 9월 21일 - 대한민국의 연극배우 최주봉.
- 9월 22일 - 세르비아의 축구 감독 일리야 페트코비치. (~2020년)
- 9월 24일 - 영국의 수학자 이언 스튜어트.
- 9월 25일 - 벨기에의 축구 선수 프란스 얀선스. (~2024년)
- 9월 26일
  - 브라질의 가수 가우 코스타. (~2022년)
  - 영국의 가수 브라이언 페리.
- 9월 30일 - 대한민국의 야구 선수 한동화.

### 10월
- 10월 1일
  - 대한민국의 간호사, 정치인 정영희.
  - 대한민국의 경제관료 이기호. (~2022년)
  - 인도의 제14대 대통령 람 나트 코빈드.
- 10월 2일 - 미국의 싱어송라이터 돈 맥클린.
- 10월 3일
  - 대한민국의 배우 김경애.
  - 조지아의 육상 선수 빅토르 사네예프. (~2022년)
- 10월 5일 - 대한민국의 성우 최수민.
- 10월 7일 - 대한민국의 방송 프로듀서, 언론인 강동순.
- 10월 10일 - 대한민국의 배우 겸 정치인 김을동.
- 10월 11일 - 중국의 사업가, 기업인, 음료업자 종칭허우. (~2024년)
- 10월 12일
  - 대한민국의 지휘자 박은성.
  - 미국의 프로레슬링 선수 더스티 로즈. (~2015년)
- 10월 13일 - 수리남의 정치인 데시 바우테르서. (~2024년)
- 10월 14일 - 영국의 배우 가레스 포우드. (~2007년)
- 10월 16일 - 대한민국의 기업인, 정치인 이석채.
- 10월 17일 - 대한민국의 소설가 최인호. (~2013년)
- 10월 18일 - 일본의 성우 와카모토 노리오.
- 10월 20일 - 대한민국의 정치인 김맹곤. (~2018년)
- 10월 22일 - 미국의 가수 레슬리 웨스트. (~2020년)
- 10월 24일 - 대한민국의 언론인 조갑제.
- 10월 26일 - 대한민국의 외무공무원 이태식.
- 10월 27일 - 브라질의 정치인 루이스 이나시우 룰라 다 시우바.
- 10월 31일 - 일본의 정치인 오타 세이이치. (~2024년)

### 11월
- 11월 2일 - 미국의 가수, 작곡가 J. D. 사우더. (~2024년)
- 11월 3일
  - 독일의 축구 선수 게르트 뮐러. (~2021년)
  - 캐나다의 기업인 래리 테넌봄.
- 11월 6일 - 대한민국의 정치인 방용석.
- 11월 11일 - 니카라과의 대통령, 혁명 지도자 다니엘 오르테가.
- 11월 12일 - 캐나다의 싱어송라이터 닐 영.
- 11월 15일 - 대한민국의 희극인 이상해.
- 11월 17일
  - 영국의 영화 감독, 영화 제작자, 영화 각본가 롤랑 조페.
  - 알제리의 대통령 압델마지드 테분.
- 11월 21일 - 미국의 배우 골디 혼.
- 11월 23일 - 미국의 정치인 짐 도일.
- 11월 30일
  - 루마니아의 피아니스트 라두 루푸. (~2022년)
  - 미국의 영화배우 빌리 드래고. (~2019년)

### 12월
- 12월 1일 - 미국의 가수, 배우 벳 미들러.
- 12월 8일 - 대한민국의 배우 연규진.
- 12월 9일 - 대한민국의 외교관 김재섭. (~2016년)
- 12월 13일 - 미국의 정치인 허먼 케인. (~2020년)
- 12월 14일 - 이란의 작가 겸 정치철학자 자바드 타바타바이. (~2023년)
- 12월 16일 - 일본의 요리사, 배우 하토리 유키오. (~2024년)
- 12월 19일 - 미국의 배우 일레인 조이스.
- 12월 24일 - 대한민국의 배우 박상조.
- 12월 27일 - 대한민국의 사회운동가, 정치인 장기표.
- 12월 30일
  - 대한민국의 법학자 이기수.
  - 대한민국의 정치인 강숙자.
  - 미국의 영화감독, 제작자 로이드 코프먼.
  - 영국의 가수, 배우 데이비 존스. (~2012년)
- 12월 31일 - 대한민국의 배우 임현식.

### 미상
- 대한민국의 경찰 공무원 김강자.
- 대한민국의 시인 김명수.
- 대한민국의 배우 전성환.
- 대한민국의 기자 홍성현. (~1997년)
- 홍콩의 영화배우, 영화 제작자 무술 감독 원화평.

## 사망

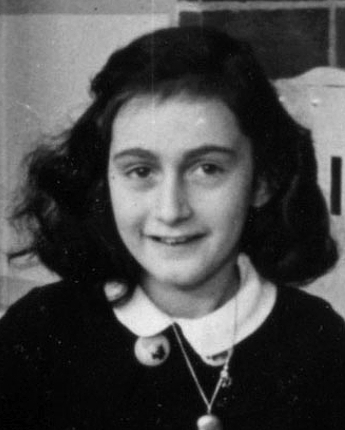
안네 프랑크

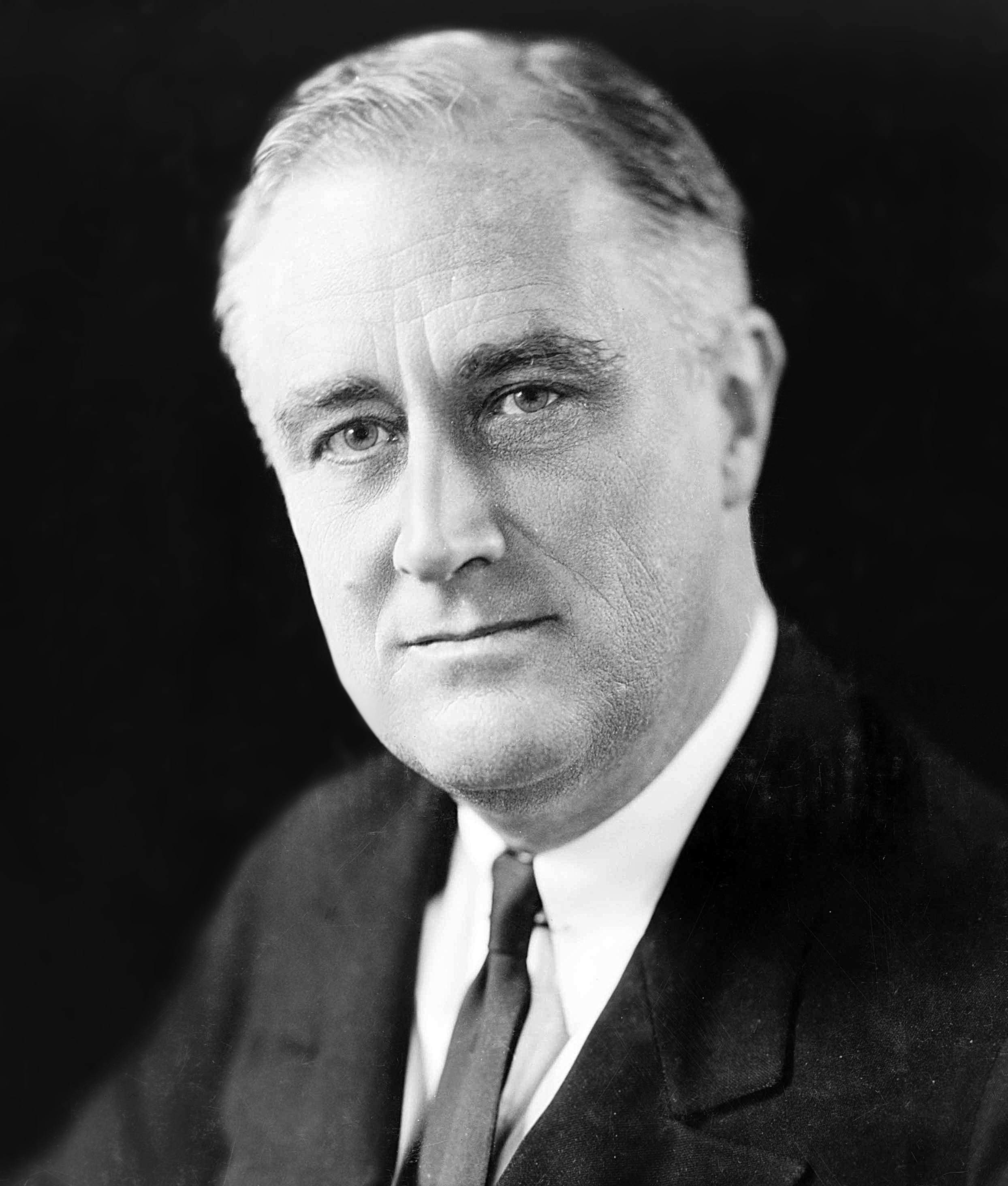
프랭클린 루스벨트

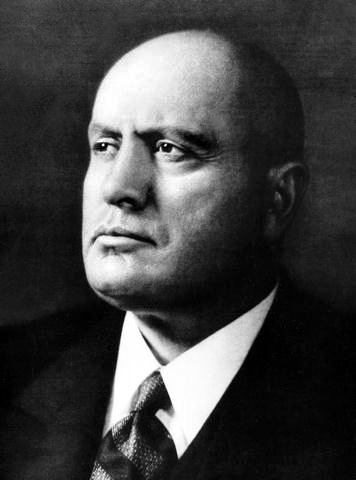
베니토 무솔리니

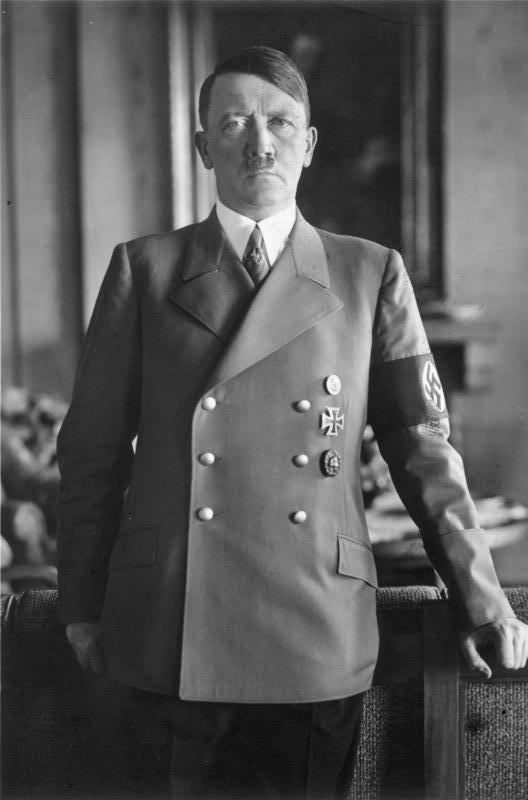
아돌프 히틀러

- 2월 16일 - 대한민국의 시인 윤동주. (1917년~)
- 3월 7일 - 대한민국의 독립운동가 송몽규. (1917년~)
- 3월 12일 - 안네의 일기의 실제인물 안네 프랑크. (1929년~)
- 4월 12일 - 미국의 제32대 대통령 프랭클린 D. 루스벨트. (1882년~)
- 4월 21일 - 제2차 세계 대전 당시 활약한 독일의 군인. 히틀러의 소방수로도 불림 발터 모델. (1891년~)
- 4월 28일 - 이탈리아의 정치인 베니토 무솔리니. (1883년~)
- 4월 30일 - 나치 독일의 지도자 아돌프 히틀러. (1889년~)
- 5월 1일 - 나치 독일의 정치인 요제프 괴벨스. (1897년~)
- 5월 4일 - 제2차 세계 대전의 독일 군인 페도어 폰 보크. (1880년~)
- 5월 20일 - 러시아의 과학자, 광물학자 알렉산드르 페르스만. (1883년~)
- 5월 23일 - 나치 독일의 SS전국지도자(SS총수), 정치인 하인리히 힘러. (1900년~)
- 8월 2일 - 이탈리아의 오페라 작곡가 피에트로 마스카니. (1863년~)
- 8월 7일 - 조선의 황족 이우. (1912년~)
- 8월 12일 - 대한민국의 독립운동가 이홍장. (1926년~)
- 8월 21일 - 일본의 배우 소노이 케이코. (1913년~)
- 9월 9일 - 대한민국의 독립운동가, 정치인 차리석. (1881년~)
- 9월 26일 - 헝가리의 작곡가, 피아니스트 버르토크 벨러. (1881년~)
- 10월 24일 - 노르웨이의 정치인 비드쿤 크비슬링. (1887년~)
- 12월 6일 - 대한제국의 언론인 윤치호. (1865년~)
- 12월 30일 - 대한민국의 독립운동가, 정치인 송진우. (1890년~)

## 노벨상
- 문학상: 가브리엘라 미스트랄
- 물리학상: 볼프강 파울리
- 생리학 및 의학상: 알렉산더 플레밍 경, 에른스트 보리스 체인, 하워드 왈터 플로리 경
- 평화상:  코델 헐
- 화학상:  아르투리 일마리 비르타넨

## 달력
| 1월 |    |    |    |    |    |    |
| 일  | 월 | 화 | 수 | 목 | 금 | 토 |
|     | 1  | 2  | 3  | 4  | 5  | 6  |
| 7   | 8  | 9  | 10 | 11 | 12 | 13 |
| 14  | 15 | 16 | 17 | 18 | 19 | 20 |
| 21  | 22 | 23 | 24 | 25 | 26 | 27 |
| 28  | 29 | 30 | 31 |    |    |    |

| 2월 |    |    |    |    |    |    |
| 일  | 월 | 화 | 수 | 목 | 금 | 토 |
|     |    |    |    | 1  | 2  | 3  |
| 4   | 5  | 6  | 7  | 8  | 9  | 10 |
| 11  | 12 | 13 | 14 | 15 | 16 | 17 |
| 18  | 19 | 20 | 21 | 22 | 23 | 24 |
| 25  | 26 | 27 | 28 |    |    |    |

| 3월 |    |    |    |    |    |    |
| 일  | 월 | 화 | 수 | 목 | 금 | 토 |
|     |    |    |    | 1  | 2  | 3  |
| 4   | 5  | 6  | 7  | 8  | 9  | 10 |
| 11  | 12 | 13 | 14 | 15 | 16 | 17 |
| 18  | 19 | 20 | 21 | 22 | 23 | 24 |
| 25  | 26 | 27 | 28 | 29 | 30 | 31 |

| 4월 |    |    |    |    |    |    |
| 일  | 월 | 화 | 수 | 목 | 금 | 토 |
| 1   | 2  | 3  | 4  | 5  | 6  | 7  |
| 8   | 9  | 10 | 11 | 12 | 13 | 14 |
| 15  | 16 | 17 | 18 | 19 | 20 | 21 |
| 22  | 23 | 24 | 25 | 26 | 27 | 28 |
| 29  | 30 |    |    |    |    |    |

| 5월 |    |    |    |    |    |    |
| 일  | 월 | 화 | 수 | 목 | 금 | 토 |
|     |    | 1  | 2  | 3  | 4  | 5  |
| 6   | 7  | 8  | 9  | 10 | 11 | 12 |
| 13  | 14 | 15 | 16 | 17 | 18 | 19 |
| 20  | 21 | 22 | 23 | 24 | 25 | 26 |
| 27  | 28 | 29 | 30 | 31 |    |    |

| 6월 |    |    |    |    |    |    |
| 일  | 월 | 화 | 수 | 목 | 금 | 토 |
|     |    |    |    |    | 1  | 2  |
| 3   | 4  | 5  | 6  | 7  | 8  | 9  |
| 10  | 11 | 12 | 13 | 14 | 15 | 16 |
| 17  | 18 | 19 | 20 | 21 | 22 | 23 |
| 24  | 25 | 26 | 27 | 28 | 29 | 30 |

| 7월 |    |    |    |    |    |    |
| 일  | 월 | 화 | 수 | 목 | 금 | 토 |
| 1   | 2  | 3  | 4  | 5  | 6  | 7  |
| 8   | 9  | 10 | 11 | 12 | 13 | 14 |
| 15  | 16 | 17 | 18 | 19 | 20 | 21 |
| 22  | 23 | 24 | 25 | 26 | 27 | 28 |
| 29  | 30 | 31 |    |    |    |    |

| 8월 |    |    |    |    |    |    |
| 일  | 월 | 화 | 수 | 목 | 금 | 토 |
|     |    |    | 1  | 2  | 3  | 4  |
| 5   | 6  | 7  | 8  | 9  | 10 | 11 |
| 12  | 13 | 14 | 15 | 16 | 17 | 18 |
| 19  | 20 | 21 | 22 | 23 | 24 | 25 |
| 26  | 27 | 28 | 29 | 30 | 31 |    |

| 9월 |    |    |    |    |    |    |
| 일  | 월 | 화 | 수 | 목 | 금 | 토 |
|     |    |    |    |    |    | 1  |
| 2   | 3  | 4  | 5  | 6  | 7  | 8  |
| 9   | 10 | 11 | 12 | 13 | 14 | 15 |
| 16  | 17 | 18 | 19 | 20 | 21 | 22 |
| 23  | 24 | 25 | 26 | 27 | 28 | 29 |
| 30  |    |    |    |    |    |    |

| 10월 |    |    |    |    |    |    |
| 일   | 월 | 화 | 수 | 목 | 금 | 토 |
|      | 1  | 2  | 3  | 4  | 5  | 6  |
| 7    | 8  | 9  | 10 | 11 | 12 | 13 |
| 14   | 15 | 16 | 17 | 18 | 19 | 20 |
| 21   | 22 | 23 | 24 | 25 | 26 | 27 |
| 28   | 29 | 30 | 31 |    |    |    |

| 11월 |    |    |    |    |    |    |
| 일   | 월 | 화 | 수 | 목 | 금 | 토 |
|      |    |    |    | 1  | 2  | 3  |
| 4    | 5  | 6  | 7  | 8  | 9  | 10 |
| 11   | 12 | 13 | 14 | 15 | 16 | 17 |
| 18   | 19 | 20 | 21 | 22 | 23 | 24 |
| 25   | 26 | 27 | 28 | 29 | 30 |    |

| 12월 |    |    |    |    |    |    |
| 일   | 월 | 화 | 수 | 목 | 금 | 토 |
|      |    |    |    |    |    | 1  |
| 2    | 3  | 4  | 5  | 6  | 7  | 8  |
| 9    | 10 | 11 | 12 | 13 | 14 | 15 |
| 16   | 17 | 18 | 19 | 20 | 21 | 22 |
| 23   | 24 | 25 | 26 | 27 | 28 | 29 |
| 30   | 31 |    |    |    |    |    |

### 음양력 대조 일람
| 음력월 | 월건 | 대소 | 음력 1일의 양력 월일 | 음력 1일 간지 |
| ------ | ---- | ---- | -------------------- | ------------- |
| 1월    | 무인 | 소   | 2월 13일             | 계축          |
| 2월    | 기묘 | 소   | 3월 14일             | 임오          |
| 3월    | 경진 | 대   | 4월 12일             | 신해          |
| 4월    | 신사 | 소   | 5월 12일             | 신사          |
| 5월    | 임오 | 소   | 6월 10일             | 경술          |
| 6월    | 계미 | 대   | 7월 9일              | 기묘          |
| 7월    | 갑신 | 소   | 8월 8일              | 기유          |
| 8월    | 을유 | 대   | 9월 6일              | 무인          |
| 9월    | 병술 | 대   | 10월 6일             | 무신          |
| 10월   | 정해 | 대   | 11월 5일             | 무인          |
| 11월   | 무자 | 소   | 12월 5일             | 무신          |
| 12월   | 기축 | 대   | 1946년 1월 3일       | 정축          |